# ボダナート

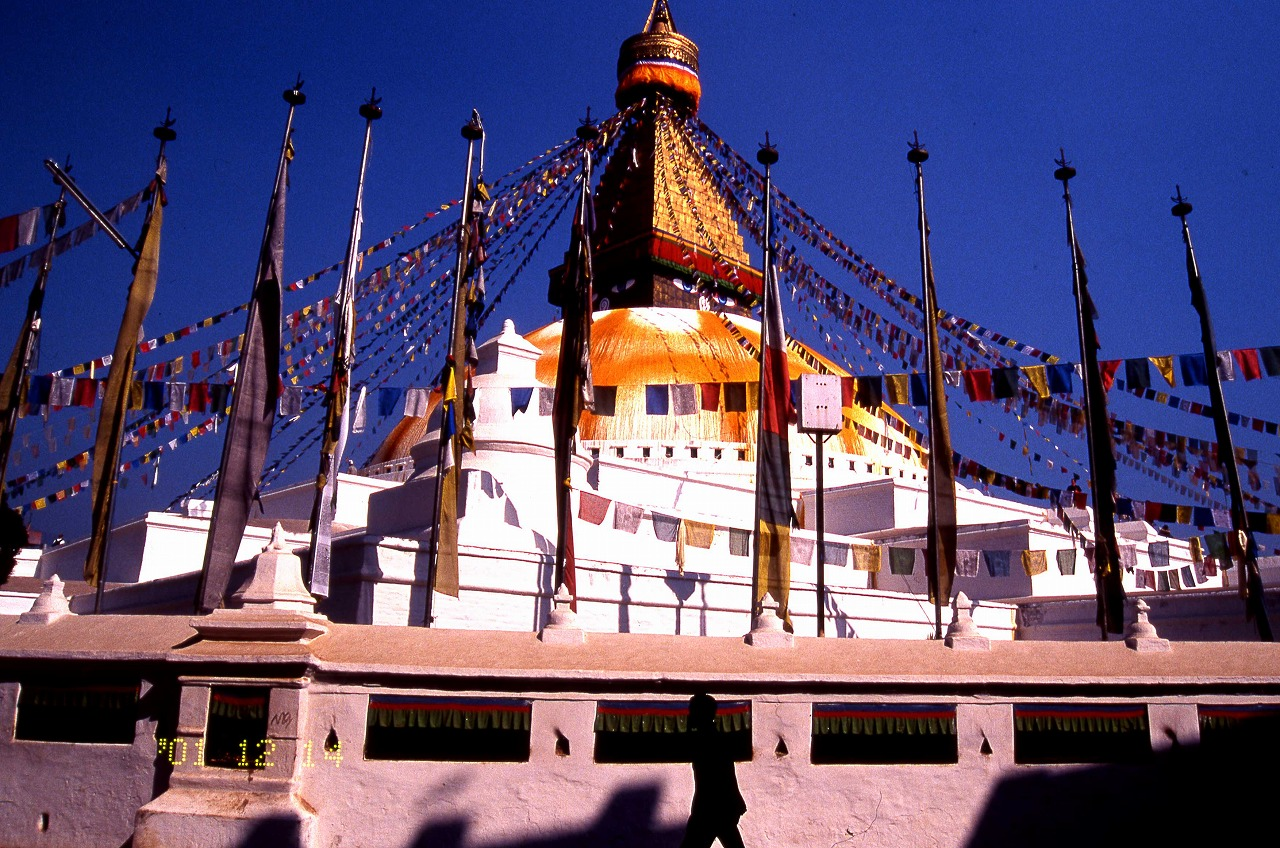
ボダナート全景

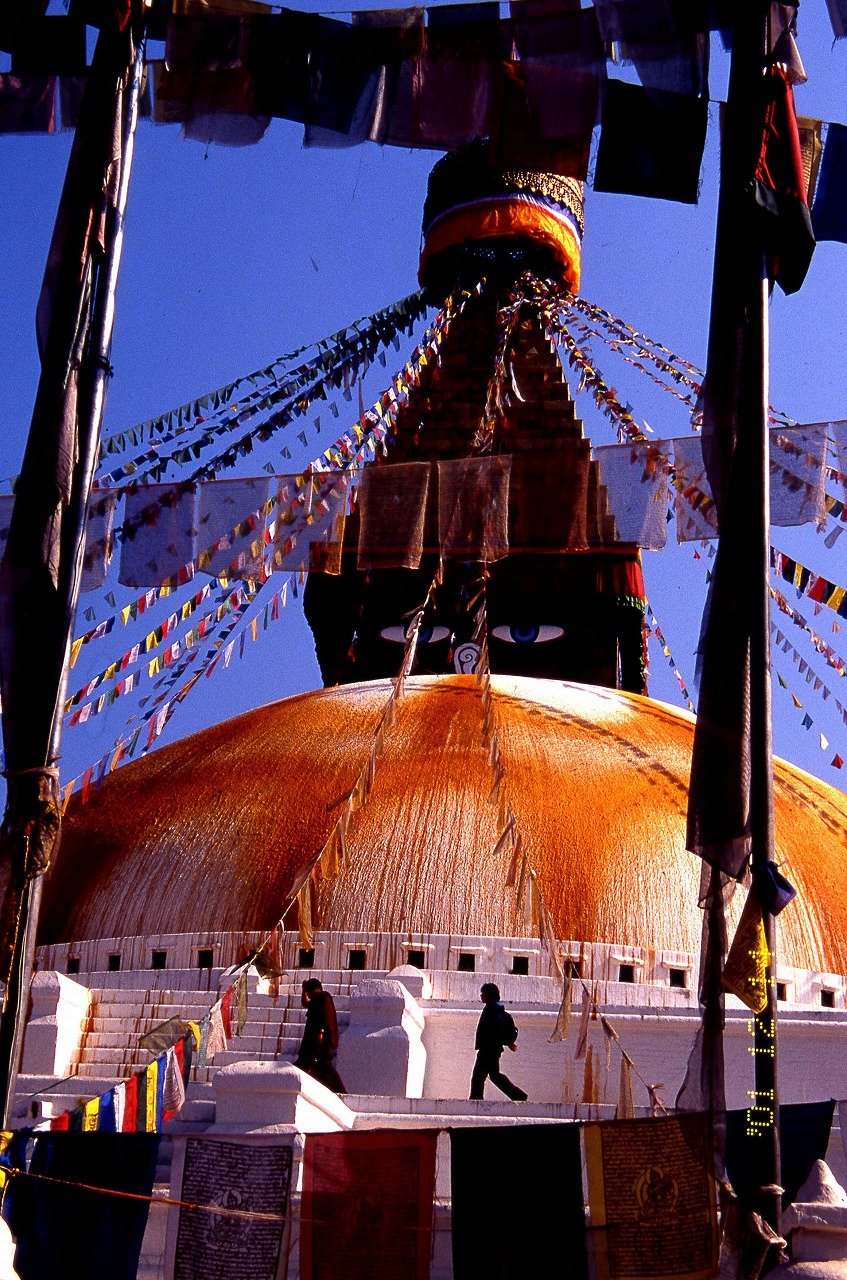
塔頂部のブッダアイ

ボダナート（BoudhanathまたはBouddhanath）は、ネパールのカトマンズにある、高さ約36mのネパール最大のチベット仏教の巨大仏塔（ストゥーパ）である。「カトマンズの渓谷」の一部としてユネスコの世界遺産に登録されている。
世界のチベット仏教の中心地であり、中心にはブッダのお骨（仏舎利）が埋められている。
ボダナートの「ボダ（ボゥッダ）」は「仏陀の」「仏教の」「知恵の」を意味し、「ナート」は「主人」「神」などを意味する。三重の基壇と直径27mの石造りドームからなり、その上には四方を見渡すブッダの知恵の目が描かれている。塔頂からはタルチョーという万国旗を思わせる旗が八方に掛かり、独自の雰囲気を醸し出している。
仏塔及び周辺施設は二階及びそれ以上に登ることもでき、周囲を見渡せるようになっている。ただし、仏塔二階はチベット仏教徒たちの催事の時には立ち入れない。
この仏塔の周りを、毎朝、信者たちがマニ車を持って周囲を108回右回りする。仏塔の周囲には仏塔を取り囲むように360度にわたって土産物店が立ち並び、観光地特有の賑わいをも見せている。また、宿泊施設や多彩な飲食店も数多く存在し、周辺の観光拠点としても利便性に富む。
ただし、周辺には小さな路地が張り巡らされており、一般居住地域との境目が分かりづらいくなっているので、むやみに足を踏み入れてしまわないように注意が必要である。
なおネパールでは通常बौद्धनाथ（Bauddhanath）と綴り、ボウダナートやボウッダナートと発音される。　あるいは単にबौद्ध（Bauddha）とだけ呼ばれることもある。

## 交通アクセス
- 旅行者の多いタメル地区から、タクシーで約30分、700ルピー程度。入場料400ルピー。